# Sagar (Karnataka)
Sagar (en canarés: ಸಾಗರ ) es una ciudad de la India en el distrito de Shimoga, estado de Karnataka.
Ubicada en los Ghats occidentales, es conocida por su cercanía con las cataratas Jog y los sitios históricos de Ikkeri y Keladi.

## Geografía
Se encuentra a una altitud de 589 m s. n. m. a 353 km de la capital estatal, Bangalore, en la zona horaria UTC +5:30.

## Demografía
Según estimación 2011 contaba con una población de 58 813 habitantes.